# Mode Qualcomm EDL
El mode de descàrrega d'emergència de Qualcomm, conegut comunament com a mode Qualcomm EDL i conegut oficialment com a Qualcomm HS-USB QD-Loader 9008 és una característica implementada a la ROM d'arrencada d'un sistema en un xip de Qualcomm que es pot utilitzar per recuperar els telèfons mòbils bloquejats. telèfons intel·ligents. Al Pixel 3 de Google, la funció es va mostrar accidentalment als usuaris després que el telèfon es trobés.

## Suport del dispositiu
Perquè un dispositiu admeti EDL, ha d'utilitzar maquinari Qualcomm. El SoC més estès de Qualcomm és el Snapdragon.

## Accés

### ADB
L'Android Debug Bridge es pot utilitzar per accedir al mode EDL, amb l'ordre adb reboot edl.

### Windows
L'eina d'assistència de productes de Qualcomm (QPST) normalment s'utilitza internament pels executius del centre de servei per a flasheig de microprogramari de baix nivell per reviure dispositius Android des d'un maó dur o per solucionar problemes de programari persistents. Per flashejar el microprogramari, l'eina es comunica amb els dispositius compatibles mitjançant EDL.  Qualcomm no ha llançat oficialment el QPST.

### Linux
Qualcomm Download (QDL) és una eina per comunicar-se amb els bootroms de Qualcomm System On a Chip per instal·lar o executar codi. El codi font és mantingut per Bjorn Andersson, alias andersson.

### Cable de flaix profund EDL
Les plaques base implementades per Qualcomm, amb la presència d'EDL, es poden arrencar a EDL mitjançant l'ús d'un cable EDL Deep Flash. Aquest cable específic té l'aspecte general d'un botó present al cable. El botó es pot representar com un interruptor, per poder fer que el telèfon arrenqui en mode EDL. Amb l'ús del cable, en la majoria de dispositius i casos, no serà necessari utilitzar els punts de prova. El cable també funciona en dispositius durs per arrencar-los en mode EDL. Aquest cable funciona tenint un botó present entre D+ i GND.